# Col des Fleuries
Le col des Fleuries est un col routier situé dans les Alpes en France. À une altitude de 930 mètres, il se trouve en Auvergne-Rhône-Alpes, dans le département de la Haute-Savoie.

## Géographie
Le col se situe au sud de La Roche-sur-Foron sur le territoire de la commune de Fillière dans le massif des Bornes.

## Activités

### Cyclisme
Gravi depuis Thorens-Glières, le col se trouve sur le parcours de la 10e étape du Tour de France 2018, de la 18e étape du Tour de France 2020 et de la 15e étape du Tour de France 2023 mais chaque fois non pris en compte au classement du Grand Prix de la montagne.
L'ascension de ce col, classée en 3e catégorie par Thorens-Glières, est au programme de la 6e étape du Critérium du Dauphiné 2025. Le Français Bruno Armirail passe en tête.